# Riu Marne
El riu Marne és el principal afluent del Sena. Amb els seus 525 km és un dels rius més llargs del país. El seu naixement se situa al Plateau de Langres, a Balesmes-sur-Marne (Alt Marne) i s'uneix al Sena a Charenton-le-Pont/Alfortville/Ivry-sur-Seine (Val-de-Marne). Durant la Primera Guerra Mundial es disputaren dues importants batalles al voltant del riu.

## Departaments i principals viles que travessa
- Alt Marne (52): Chaumont, Saint-Dizier
- Marne (51): Vitry-le-François, Châlons-en-Champagne, Épernay
- Aisne (02): Château-Thierry
- Sena i Marne (77): Meaux, Lagny-sur-Marne, Saint-Thibault-des-Vignes, Torcy, Noisiel, Chelles
- Sena Saint-Denis (93): Neuilly-sur-Marne, Noisy-le-Grand, Gournay-sur-Marne
- Vall del Marne (94): Nogent-sur-Marne, Créteil, Charenton-le-Pont, Champigny-sur-Marne, Saint-Maur-des-Fossés, Joinville-le-Pont, Saint-Maurice, Bry-sur-Marne, Le Perreux-sur-Marne

## Principals afluents
- el Rognon. 73,3 km
- el Blaise. 85,5 km
- el Saulx. 127 km
- el Coole. 30,2 km
- el Somme-Soude. 59,9 km
- l'Ourcq. 87 km
- el Surmelin. 41,5 km
- el Petit Morin. 86 km
- el Grand Morin. 120 km

## Navegació
El Marne és navegable i està canalitzat en els darrers 183 km del seu curs, des d'Épernay fins a la unió amb el Sena. Està connectat al riu Aisne per mitjà del Canal de l'Aisne al Marne, que arriba fins a Reims, i indirectament pel Canal lateral del Marne; al Rin pel Canal del Marne al Rin; i al Saona pel Canal del Marne al Saône, tots aplicant la Norma de Freycinet.